# Zdiby
Zdiby település Csehországban, a Kelet-prágai járásban. Zdiby Roztoky, Bořanovice, Klecany, Sedlec és Prága településekkel határos. Lakosainak száma 3961 fő (2024. január 1.).

## Népesség
A település lakosságának változását az alábbi diagram mutatja:
| Lakosok száma | 790  | 848  | 949  | 1243 | 1054 | 1129 | 3415 | 3664 | 3766 | 3961 |
|               | 1869 | 1890 | 1921 | 1950 | 1980 | 2001 | 2017 | 2019 | 2022 | 2024 |